# 77-es villamos (Budapest)
A budapesti 77-es jelzésű villamos a Nyugati pályaudvar és Szépilona között közlekedett. A járatot a Budapest Székesfővárosi Közlekedési Rt. üzemeltette.

## Története
Az első 77-es villamos a fogaskerekű városmajori  végállomásától a Margit hídon át a Központi Városházáig közlekedett. 1917 körül viszont a Nyugati pályaudvar és Szépilona között közlekedett. 1919. november 21-től egy hónapig szünetelt a forgalma, de december 15-től ismét teljes vonalon közlekedett. 1926. július 12-én megszüntették, de egy hónappal később ismét a Nyugati pályaudvar – Szépilona útvonalon járt. 1930. szeptember 14-én végleg megszűnt.